# 斯洛博達-達什科韋齊卡
49°14′56″N 28°16′33″E / 49.24889°N 28.27583°E
斯洛博達-達什科韋齊卡（烏克蘭語：Слобода-Дашковецька），是烏克蘭的村落，位於該國西南部文尼察州，由文尼察區負責管轄，面積0.91平方公里，2001年人口354，人口密度每平方公里389.01人。